# ضرعاء برعمية
ضرعاء برعمية (الاسم العلمي:Mammillaria surculosa) هو نوع من النباتات يتبع جنس الضرعاء من الفصيلة الصبارية.